# Нилвуд (Илиноис)
Нилвуд (енгл. Nilwood) град је у америчкој савезној држави Илиноис. По попису становништва из 2010. у њему је живело 239 становника.

## Демографија
Према попису становништва из 2010. у граду је живело 239 становника, што је 45 (15,8%) становника мање него 2000. године.
| Група             | 2000.       | 2010.       |
| Белци             | 281 (98,9%) | 230 (96,2%) |
| Афроамериканци    | 0 (0,0%)    | 2 (0,8%)    |
| Азијати           | 0 (0,0%)    | 0 (0,0%)    |
| Хиспаноамериканци | 3 (1,1%)    | 3 (1,3%)    |
| Укупно            | 284         | 239         |